# Cinemagraf

Cinemagraf; iarba din partea frontală a imaginii se mişcă puţin.

Cinemagraf, plural cinemagrafe (în engleză cinemagraphs) sunt fotografii statice în care o mișcare lină și repetată are loc.
Ele sunt realizate prin efectuarea unui set de fotografii sau a unei înregistrări video și apoi combinarea fotografiilor sau a cadrelor video într-o animație tip GIF, folosind un program de editare de imagini foto/video, în așa fel încât doar anumite părți ale animației sunt în mișcare, restul rămânând complet statice.
Termenul de "cinemagraf" a fost inventat la începutul anului 2011 de fotografii americani Kevin Burg și Jamie Beck, care au folosit metoda pentru a-și anima fotografiile lor de știri și modă.